# Katharina Cortolezis-Schlager
Katharina Cortolezis-Schlager (* 17. Mai 1960 in Graz; † 20. Juli 2015 in Wien) war eine österreichische Unternehmensberaterin und Politikerin (ÖVP). Sie war von 2005 bis 2008 Stadträtin in Wien. Nach den Nationalratswahlen 2008 zog sie in den österreichischen Nationalrat ein.

## Schulische und berufliche Laufbahn
Katharina Cortolezis-Schlager besuchte zwischen 1970 und 1978 das Akademische Gymnasium in Graz und studierte im Anschluss Handelswissenschaften an der Wirtschaftsuniversität Wien. 1984 schloss Cortolezis-Schlager ihr Studium mit dem Magister-Grad ab. Während ihres Studiums war sie zwischen 1979 und 1981 Österreichs erste Frau als Vorsitzende der Hochschülerschaft an der Wirtschaftsuniversität Wien und Vertreterin der österreichischen Studierenden für die Reform der sozial- und wirtschaftswissenschaftlichen Studien. Zudem arbeitete sie zwischen 1981 und 1984 als Frauenreferentin im Zentralausschuss der Österreichischen Hochschülerschaft. Nach ihrem Studium arbeitete Cortolezis-Schlager ab 1983 als Unternehmensberaterin in nationalen und internationalen Unternehmen sowie öffentlichen Einrichtungen. Seit 1987 war sie Geschäftsführerin und Eigentümerin der Firma „team consult wien“. 
Cortolezis-Schlager arbeitete zwischen 1996 und 2002 als Lektorin an der Verwaltungsakademie des Bundes und war seit 2003 stellvertretende Vorsitzende des Universitätsrats der Universität für Musik und darstellende Kunst Graz und Mitglied des Frauenpolitischen Beirats für Universitäten. Ab 2013 war sie bis zu ihrem Tod Präsidentin der Österreichischen Forschungsgemeinschaft (ÖFG).

## Politische Laufbahn
Cortolezis-Schlager wurde nach der Landtags- und Gemeinderatswahl 2005 in den Wiener Landtag und Gemeinderat gewählt. Sie legte ihr Gemeinderatsmandat noch am 1. Sitzungstag zurück, nachdem sie zur nicht amtsführenden Stadträtin der ÖVP gewählt worden war. Als Stadträtin war sie für die Bereiche Wirtschaft, Bildung und Wissenschaft zuständig. Ihre politischen Schwerpunkte als Stadträtin lagen nach eigenen Angaben in den Bereichen Bildung und Forschung und sie strebte als Stadträtin Chancengleichheit und Gender-Mainstreaming an. Zudem galt sie nach der Nationalratswahl 2006 als Anwärterin für das Schulressort. Nach der Nationalratswahl 2008 zog Cortolezis-Schlager am 28. Oktober 2008 in den Nationalrat ein und trat am 31. Oktober 2008 als Stadträtin zurück. Dort fungierte sie seit 2010 als Bereichssprecherin für Wissenschaft und Forschung der Österreichischen Volkspartei. Am 24. Februar 2012 wurde sie zur Bezirksparteiobfrau der ÖVP Leopoldstadt gewählt.
In der Legislaturperiode bis 2013 war sie als NR-Abgeordnete Mitglied in folgenden Ausschüssen:
- Unterausschuss des Außenpolitischen Ausschusses
- Unterausschuss des Unterrichtsausschusses
- Unterausschuss des Verfassungsausschusses
- Unterausschuss des Wissenschaftsausschusses
- Hauptausschuss
- Außenpolitischer Ausschuss
- Gleichbehandlungsausschuss
- Kulturausschuss
- Unterrichtsausschuss
- Wissenschaftsausschuss[2]

## Privates
Cortolezis-Schlager war verheiratet und wurde Mutter eines Sohnes. Sie starb am 20. Juli 2015 im Alter von 55 Jahren nach schwerer Krankheit.